# Maladera setosa
Maladera setosa är en skalbaggsart som beskrevs av Brenske 1896. Maladera setosa ingår i släktet Maladera och familjen Melolonthidae. Inga underarter finns listade i Catalogue of Life.